# 天運 (張普薇)
天運（1637年—1638年）为中国明朝起义者張普薇的年号，前后共2年。

## 公元纪年对照表
| 天運 | 元年     | 二年     |
| ---- | -------- | -------- |
| 公元 | 1637年   | 1638年   |
| 干支 | 丁丑     | 戊寅     |
| 明朝 | 崇禎10年 | 崇禎11年 |
| 清朝 | 崇德2年  | 崇德3年  |

## 同期存在的其他政权年号
- 中國
  - 崇祯（1628年－1644年）：明—朱由检之年号
  - 崇德（1636年－1643年）：清—清太宗皇太极之年号
- 越南
  - 陽和（1635年－1643年）：後黎朝—神宗黎维祺之年号
  - 順德（1638年－1677年）：莫朝—莫敬完之年号
- 日本
  - 寬永（1624年－1644年）：後水尾天皇、明正天皇、後光明天皇之年號

## 參看
- 中国年号列表
- 其他时期使用的天运年号